# Robert van ’t Hoff
Robert van ’t Hoff (* 1887 in Rotterdam; † 25. April 1979 in New Milton, Südengland) war ein niederländischer Architekt. Er war von 1917 bis 1919 Mitglied der Künstlergruppe De Stijl.

## Ausbildung
Robert van ’t Hoff erhielt seine architektonische Ausbildung in England. Ab 1906 besuchte er die School of Art in Birmingham und arbeitete nebenher in Ateliers englischer Architekten. Von 1911 bis 1914 lebte er in London und besuchte Kurse der Architectural Association. Er lernte Künstler der englischen Avantgarde kennen und kam in Kontakt mit sozialutopischem Gedankengut.
Gleichzeitig entstanden die ersten unabhängigen Projekte. Ab 1911 baute er ein Haus im englischen Landhausstil der Jahrhundertwende für die Eltern in Huis ter Heide. Von 1913 bis 1914 entstand in London das John-House für den Maler Augustus John. Im Juni und Juli 1914 unternahm van ’t Hoff eine Studienreise nach Amerika, um Frank Lloyd Wright und seine Bauten kennenzulernen.

## Hauptwerke

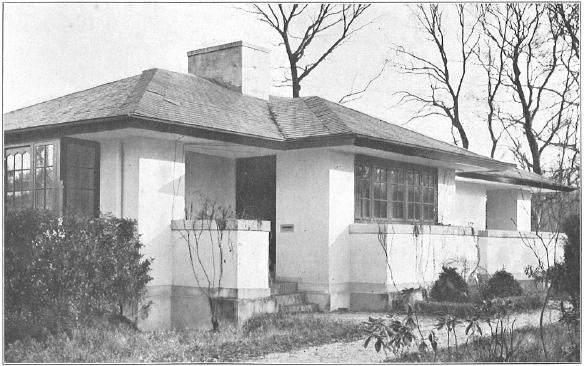
Villa Verloop, Huis ter Heide. 1915–1916.

Im Januar 1915 ließ er sich in Huis ter Heide nieder. Dort errichtete er seine beiden wichtigsten Bauten: die Villa Verloop (1915 fertiggestellt) und die Villa Henny (1916 fertiggestellt). Letztere ist mit ihren streng kubisch-linearen Formen und ihrer Betonskelettkonstruktion ein wichtiger Wegbereiter der funktionalistischen modernen Architektur.

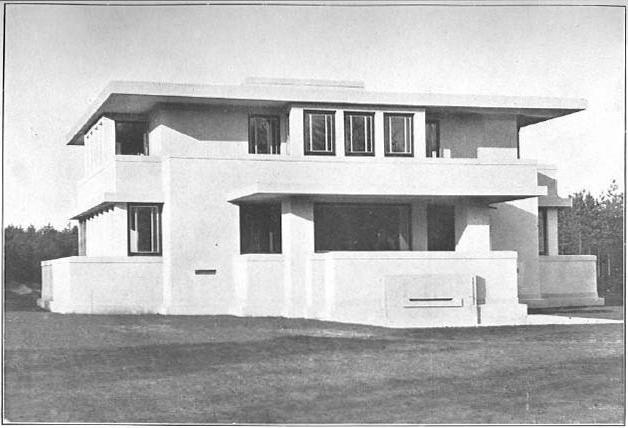
Villa Henny

1917 kam der Architekt in Kontakt mit Theo van Doesburg und anderen an De Stijl beteiligten Künstlern. Er veröffentlichte 1918 und 1919 insgesamt fünf Artikel in der Zeitschrift De Stijl. Doch bereits 1919 kam es wegen politischer Differenzen zum Zerwürfnis mit Doesburg und zum Ausstieg aus der Gruppe. 1920 zog er sich vom Kunstbetrieb völlig zurück.

## Ausstellungen
- 1967 – Einzelausstellung, Stedelijk van Abbemuseum in Eindhoven